# Thomas James Henderson
Thomas James Henderson (Dundee, 28 dicembre 1798 – Edimburgo, 23 novembre 1844) è stato un astronomo scozzese.
È noto soprattutto per essere stato il primo ad aver misurato la distanza che intercorre fra noi ed il sistema di α Centauri, il sistema stellare più vicino al Sole. Fin da giovane fu appassionato di astronomia e matematica.
Lavorò presso l'osservatorio inglese di Capo di Buona Speranza, in Sudafrica, dove compì un gran numero di osservazioni celesti, specialmente fra il 1832 ed il 1833, scoprendo fra le altre cose il grande moto proprio di α Centauri, che indicava la sua vicinanza a noi. Usando il metodo della parallasse egli determinò, dopo essere ritornato in patria per problemi di salute, la distanza di questa stella, che fu dunque la prima di cui fu nota la distanza; i risultati dei suoi studi però non furono pubblicati subito, poiché temeva che potessero essere errati. Dopo che Friedrich Wilhelm Bessel ebbe pubblicato il suo studio analogo sulla stella 61 Cygni, Henderson rese noti i suoi studi. Le sue misurazioni indicarono che α Centauri si trovasse a poco meno di un parsec di distanza, ossia a 3,25 anni luce; il valore attualmente accettato è del 33,7% più grande, ma resta comunque una misurazione molto accurata per l'epoca.
Nel 1834, fu il primo a ricevere il titolo di Astronomo reale per la Scozia.